# Dietrich von Altenburg
Pour les articles homonymes, voir Altenburg (homonymie).
Dietrich von Altenburg (mort en 1341 à Thorn) est le dix-neuvième grand maître (magister generalis) de l’ordre Teutonique de 1335 à 1341.

## Biographie
Dietrich von Altenburg est issu de la famille des burgraves d'Altenbourg en Thuringe. Il entre en 1307 dans l'ordre Teutonique et y prononce ses vœux. Il est commandeur de la commanderie de Ragnit de 1320 à 1324, puis de 1326 à 1331 de celle de Balga. Il est ensuite nommé grand-maréchal de l'Ordre en 1331 et combat contre les Polonais. Il prend possession pour l'Ordre de la Cujavie, sous le duc Władysław Łokietek. 
Lorsqu'il devient grand-maître, il fait construire nombre de châteaux forts pour quadriller les vastes étendues peu peuplées de l'État teutonique. Ainsi en 1335, Angerburg, puis le château de Lötzen, en 1336 le château d'Insterbourg, Baierburg au bord de la Memel, etc. Ils sont entourés de fossés ou de douves pour se défendre des incursions slaves. Il fait aussi renforcer les fortifications de la forteresse teutonique de Marienbourg et de celle de Schwetz. Il fait reconstruire le château de l'Ordre à Gdansk, à la place du vieux château ducal.
Dietrich von Altenburg fait aussi construire l'église Sainte-Marie à Marienbourg, ainsi que la grande tour et fait terminer la construction de la chapelle Sainte-Anne et élever une statue à la Vierge Marie. Il ordonne également la construction du premier pont fortifié au-dessus de la Nogat avec une tour d'entrée.
Il meurt après une courte maladie, alors qu'il négociait un traité de paix avec les Polonais à Toruń. C'est le premier grand maître de l'Ordre à être enterré à la chapelle Sainte-Anne de Marienbourg, où sa tombe est encore visible.